# Delhisultanatet
Delhi-sultanatet ( persisk: دهلی سلطان , urdu: دہلی سلطنت) var et islamisk rige med hovedstad i Delhi, der strakte sig over store dele af det det indiske subkontinent i 320 år (fra 1206 til 1526). Fem dynastier herskede efter hinanden over Delhisultanatet: mameluk- eller slavedynastiet (1206-1290), khaljidynastiet (1290-1320), Tughlak-dynastiet (1320-1414), Sayyid-dynastiet (1414-1451) og Lodi-dynastiet (1451-1526). Sultanatet er kendt for at være et af de få riger, der modstod et angreb fra mongolerne (fra Chagatai-khanatet), for at forårsage buddhismens tilbagegang i Østindien og Bengalen, og for at have haft en af de få kvindelige herskere i islams historie, Razia Sultana, der regerede fra 1236 til 1240.
Qutb al-Din Aibak, en tidligere tyrkisk mamelukslave for den afghanske hersker Muhammad Ghor, var den første sultan i Delhi, og hans mamelukdynasti erobrede store områder i det nordlige Indien. Derefter kunne Khalji-dynastiet overvinde det meste af det centrale Indien, men ingen af dynastierne fik magt over hele det indiske subkontinent. Sultanatet nåede toppen af sin geografiske rækkevidde under Tughlak-dynastiet, der besatte det meste af subkontinentet. Dette blev efterfulgt af tilbagegang på grund af hindu-generobringer, hvor stater som Vijayanagara-riget og Mewar hævdede deres uafhængighed, og nye muslimske sultanater som Bengalsultanatet brød ud.
Under og i Delhisultanatet var der en syntese af indisk civilisation og islamisk civilisation, og det indiske subkontinent blev integreret med et voksende verdenssystem og større internationalt handelsnetværk, der spændte over store dele af Afrika, Europa og Asien, hvilket havde en betydelig indvirkning på indisk kultur og samfund såvel som den omliggende verden. Fra Iran og Centralasien indvandrede mange muslimer på flugt fra mongolerne, hvilket både medførte en kulturel påvirkning og en afgørende muslimsk befolkningstilvækst, hvor befolkningen indtil da for det meste havde været hinduer. Under sultanatet oplevede man de tidligste former for indo-islamisk arkitektur,  større brug af mekanisk teknologi, øgede vækstrater i Indiens befolkning og økonomi og fremkomsten af sproget hindustani (hindi-urdu). Delhisultanatet var også ansvarlig for at afvise det mongolske kejserdømmes potentielt ødelæggende invasioner i Indien i det 13. og 14. århundrede. Samtidig blev ældre templer på subkontinentet i stor stil ødelagt under sultanatet.
I 1526 blev Delhisultanatet omstyrtet af en ny muslinmsk invasion fra Centralasien og efterfulgt af mogulriget, da den første stormogul Babur besejrede den sidste Lodisultan.

## Sultaner af Delhisultanatet til 1321
| Sultaner (konger / herskere) | Konge i | Død  | Bemærkninger      |
| Qutb-ud-din Aibak            | 1206    | 1210 | Første sultan     |
| Aram Shah                    | 1210    | 1211 |                   |
| Iltutmish                    | 1211    | 1236 |                   |
| Rukn-ud-din Firuz            | 1236    | 1236 |                   |
| Sultana Raziya               | 1236    | 1240 | Kvindelig hersker |
| Muiz ud din Bahram           | 1240    | 1243 |                   |
| Ala ud din Masud             | 1243    | 1249 |                   |
| Nasir ud din Mahmud          | 1249    | 1266 |                   |
| Ghiyas ud din Balban         | 1266    | 1287 |                   |
| Muiz ud din Qaiqabad         | 1287    | 1290 |                   |
| Jalaluddin Khalji            | 1290    | 1296 |                   |
| Alauddin Khalji              | 1296    | 1316 |                   |
| Shihabuddin Omar             | 1316    | 1316 |                   |
| Qutb-ud-din Mubarak          | 1316    | 1320 |                   |
| Khusrau Khan                 | 1320    | 1321 |                   |